# بخش ارم
بخش ارم یکی از بخش‌های شهرستان دشتستان در استان بوشهر در جنوب کشور به مرکزیت شهر تنگ ارم است. 
مرکز آن شهر تنگ ارم است.

## جمعیت
بنابر سرشماری مرکز آمار ایران، جمعیت بخش ارم شهرستان دشتستان در سال ۱۳۹۵ برابر با ۱۳,۶۵۹ نفر بوده‌است.

## تقسیمات کشوری
- بخش ارم
  - دهستان ارم
  - دهستان دهرود
- مرکز بخش: تنگ ارم

شهرها: تنگ ارم